# Lake Forest (Florida)
Lake Forest es un área no incorporada y antiguo lugar designado por el censo ubicado en el condado de Broward en el estado estadounidense de Florida.. En 2000 fue anexionada a West Park.
En ese momento el inglés era lengua materna para el 60,49% de sus residentes, el español para el 34,79%, el creole del 4,04%, y francés del 0,67%.

## Geografía
Lake Forest se encuentra ubicada en las coordenadas 25°58′42″N 80°10′56″O / 25.97833, -80.18222.